# Gonia genei
Gonia genei là một loài ruồi trong họ Tachinidae.